# Bundesautobahn 36
Pour les articles homonymes, voir A36 et Autoroute A36.
La Bundesautobahn 36 est une Bundesautobahn dans les Länder de Basse-Saxe et de Saxe-Anhalt.

## Géographie
L'A 36 relie Brunswick (Basse-Saxe) à Bernbourg (Saxe-Anhalt).
Elle est créée le 1er janvier 2019 à partir de la Bundesautobahn 395 (Brunswick-Vienenburg) et de la Bundesstraße 6 (Vienenburg-Bernbourg).
Sur son parcours se trouvent, entre autres, les sites du patrimoine mondial de l'UNESCO de Goslar et Quedlinbourg ainsi que les villes moyennes de Wolfenbüttel, Wernigerode et Aschersleben. Les villes de Salzgitter, Bad Harzburg, Halberstadt et Staßfurt sont également à proximité.